# Rupigny
Rupigny est une ancienne commune française du département de la Moselle en région Grand Est. Elle est rattachée à celle de Charly-Oradour depuis 1810.

## Toponymie
Anciennement mentionné : Rupeney (1128), Ropenei (1137), Rupenez (1143), Ruppenei (1161), Roppene (1277), Rouppeney (1283), Ruspeney (1283), Roupeney (1297), Ropeney (1350), Roppeney (1404), Rupinei (1413), Ruppigney (1437), Rouppigney (1495), Rouppy (XVIe siècle), Rupgny (1610), Erpigny (1681).
En lorrain roman : Ropny.

## Histoire
Rupigny dépendait des Trois-Évêchés dans le bailliage de Metz.
En 1681, cette localité est le siège d'un fief et d'une justice haute, moyenne et basse, mouvant du roi de France et appartenant au chapitre de la cathédrale de Metz.
La commune de Rupigny est réunie à celle de Charly par décret du 9 février 1810.

## Démographie
| 1793 | 1800 | 1806 |
| ---- | ---- | ---- |
| 73   | 70   | 85   |

En 1817, Rupigny a 84 habitants répartis dans 17 maisons.